# 中国地理
中國位于亚洲东部、太平洋西岸。国土面积约960万平方公里，仅次于俄罗斯和加拿大位居世界第三/四位（参见国家面积列表）。其中陆地面积为世界第二，仅次于俄罗斯（参见国家陆地面积列表）。
中国疆域东西跨越62度、五个时区，约5200公里，最东端在黑龙江与乌苏里江主航道中心线汇合处（也有“最东端是黑瞎子岛中国控制区”的说法），最西端在新疆的帕米尔高原，使用统一东八区时间；南北跨越近50度，约5500公里。从北到南濒临的海洋依次为渤海、黄海、东海和南海；岛屿约有5000多个，绝大部分分布在长江口以南的海域；最南端的为南海的海南島；最大的群岛为舟山群岛；山东半岛为最大的半岛，其次为辽东半岛；渤海和琼州海峡为中国的内海；大陆海岸线长18000多公里。中华人民共和国实际管轄23个省、5个自治区和4个直辖市，另外还有2个特别行政区，位于西北部新疆维吾尔自治区为面积最大的省级行政单位。
由于疆域的宽广和地理的大跨度，中国几乎囊括了所有地形，包括山地、高原、丘陵、盆地、平原和沙漠等。中国地势西高东低，呈三级阶梯分布，自西而东，逐级下降；平原少，山地多，陆地高差悬殊。山地、高原和丘陵约占陆地面积的67％，盆地和平原约占陆地面积的33％。山地和高原多集中于西部地区。海拔500公尺以下的地区仅占全国面积的16%，海拔1000公尺以上的高达65%，全世界8000公尺以上的12座山峰中国就有7座；山脉多呈东西和西北一东南走向，主要有阿尔泰山、天山、昆仑山、喀喇昆仑山、喜马拉雅山、阴山、秦岭、南岭、大兴安岭、长白山、太行山、武夷山和横断山等山脉，与尼泊尔交界的喜马拉雅山主峰珠穆朗玛峰，海拔8848(亦有不同数据为8844公尺)公尺，为世界第一高峰，位于吐鲁番盆地的艾丁湖海拔-155米为最低点。中国的四大高原分别为青藏高原、内蒙古高原、黄土高原和云贵高原，青藏高原为最大的高原，也是世界上海拔最高的高原；四大盆地分别为柴达木盆地、塔里木盆地、准噶尔盆地和四川盆地，塔里木盆地为面积最大的盆地，柴达木盆地为最高的盆地；三大平原分别为东北平原、华北平原和长江中下游平原，东北平原为最大的平原。荒漠主要分布于西部地区，塔克拉玛干沙漠为中国面积最大的沙漠，也是世界最大的流动沙漠。
中国陆地的河流、湖泊众多，但它们主要属于太平洋海洋水系，这决定了水流向东的基本走向；其次西南部部分区域属于印度洋水系，西部部分地区存在内陆独立水系；西北部几条河流属于北冰洋水系。河流分为外流河与和内流河，南部、东部和北部河流均为外流河，南方河流水流量大，水位季节变化较小，汛期较长，含沙量小，无结冰期；北方除黑龙江等少数河流外，河水的流量小，水位季节变化规汛期较短，含沙量大。内流河主要分布在西北部，塔里木河为中国最大内流河。长江、黄河和黑龙江分别为中国第一、二和三大河流，其中长江为世界第三大河流。中国湖泊众多，主要分布于南部和西部，五大淡水湖泊鄱阳湖、洞庭湖、太湖、洪泽湖和巢湖均分布于长江流域；青海湖为面积最大的湖泊，也是最大的咸水湖，纳木错为第二大咸水湖。
秦岭-淮河构成的连线为中国南方与北方的地理与气候的分界线，但人们习惯上以黄河作为南方与北方的分界线。由于地形和位置差异，大致分为三大自然区，一是以流水作用为主的东部季风湿润区，二是以风蚀、冰蚀与流水作用为主的西北干旱区，三是以高寒冻土、风蚀作用为主的青藏高原高寒区，被称为世界屋脊。

## 疆域概况
中國位於東北半球。位于太平洋西岸、亚洲东部。中国大陆海岸线长1.8万多公里，东隔黄海、东海与韩国、日本琉球群岛及菲律宾呂宋島隔海相望，南隔南海与印度尼西亚、马来西亚及文莱相望。沿海面积在500平方公尺以上的岛屿有6500多个。
- 地理坐标：东经73°至东经135°，北纬3°至北纬53°

### 疆域演变
中國華夏族最早活躍于中原一帶，其他地帶則分佈着東夷、百越、楚、羌、藏、缅、匈奴、鲜卑等族人。夏、商、周以後中國的疆域逐漸擴大，长江流域大部分地区被接纳为华夏的组成。秦帝國的大统一基本上奠定了中國核心地帶的主要基礎，并把疆域扩张到珠江流域。两汉和西晋则让西域臣服。之后中国进入长期南北分裂的南北朝时代，直到隋朝才结束这几百年的分裂。在唐朝由於文明昌盛、多國自降或來貢，使得版圖向西和向北擴展，最远到达中亚、外兴安岭地带。经历五代十国的战乱，宋遼金夏並立，北宋形成的疆域已经大大缩小。直至元朝時期疆域再次擴張，控制了蒙古高原、青藏高原，以及新疆東部和西伯利亞南部的部分地區。明朝時中國的疆界又回縮到兩京十三省。清朝前期通过领土扩张到蒙古、新疆和西藏等地，奠定了現代中國領土的基礎。清末，在清政府積弱不振且屢受外國侵略的影響之下，割讓了包括黑龍江以北、烏蘇里江以東的外东北和台灣等地給列強；中華民國大陸時期，日本扶植的滿洲國曾一度佔據東北地區，而後于二战结束后收回东北地区，台灣也被移交給中華民國。隨後中華民國政府根据蒙古公投结果正式承認外蒙古獨立。中華人民共和國成立後，中華民國政府遷往台灣，兩岸分治，除中蒙兩國大致以戈壁為界外，中國大陸與其他鄰國的邊界與民國時期大致相同。以下對於中國疆界之介紹將著重在當今的範圍論述，其餘時期的地理概念則可參看各朝代之歷史。

### 国土概况
中国国土面积（包括陆地和内水，不包括领海面积）约960万平方公里，另有海洋面积约300万平方公里，居全球第3或第4位，陆上国界线长为22,117公里，大陆海岸线长约18,000公里。中国的地理极点如下：
- 最北端：黑龙江省漠河以北的黑龙江主航道中心线（约北纬53度）
- 最南端：海南省三沙市南沙群岛曾母暗沙（约北纬3度）
- 最西端：帕米尔高原（约东经73度）
- 最东端：黑龙江省的黑龙江与乌苏里江主航道中心线的相交处（黑瞎子岛，位于抚远三角洲）（约东经135度）。

| 中国边境线 | 中国边境线               | 中国边境线        |
| 争议       | 国家或地区 （实际控制）  | 边界长度 （千米） |
| ---------- | ------------------------ | ----------------- |
| 无         | 朝鲜民主主义人民共和国   | 1416              |
| 无         | 俄罗斯联邦 （东段）      | 3605              |
| 无         | 蒙古国                   | 4677              |
| 无         | 俄罗斯联邦 （西段）      | 40                |
| 无         | 哈萨克斯坦共和国         | 1533              |
| 无         | 吉尔吉斯共和国           | 858               |
| 无         | 塔吉克斯坦共和国         | 414               |
| 无         | 阿富汗伊斯兰酋长国       | 76                |
| 无         | 巴基斯坦伊斯兰共和国     | 523               |
| 有         | 印度共和国（西段、中段） | 1050              |
| 无         | 尼泊尔联邦民主共和国     | 1236              |
| 无         | 印度共和国（锡金段）     | 300               |
| 有         | 不丹王国                 | 470               |
| 有         | 印度共和国（东段）       | 2030              |
| 无         | 缅甸联邦共和国           | 2185              |
| 无         | 老挝人民民主共和国       | 423               |
| 无         | 越南社会主义共和国       | 1281              |

| 领海       | 12海里                |
| 大陆架     | 200海里或者到大陆边缘 |
| 毗邻区     | 24海里                |
| 专属经济区 | 200海里               |

## 区域地理

### 区域划分
中华人民共和国政府将中国划分为

中国地理分区

- 华北地区：北京市、天津市、河北省、山西省、内蒙古自治区
- 东北地区：辽宁省、吉林省、黑龙江省
- 华东地区：上海市、江苏省、浙江省、安徽省、福建省、江西省、山东省
- 华中地区：河南省、湖北省、湖南省
- 华南地区：广东省、海南省、广西壮族自治区、香港特别行政区、澳门特别行政区
- 西南地区：重庆市、四川省、贵州省、云南省、西藏自治区
- 西北地区：陕西省、甘肃省、青海省、宁夏回族自治区、新疆维吾尔自治区

也有一种较传统的分法，将中国分为中国本部和满洲（东北）、新疆、蒙古、青藏等区域。这则是按照人文地理与民族分布划分的。由于被视作有分裂国家的行为，近年已经较少使用。
中华人民共和国已故總理周恩來曾把当时中國三十個省、自治區、直轄市的名稱編成一首七言詩，以便記憶（海南省及重慶市當時分別屬於廣東省及四川省，香港特区和澳门特区则尚未回归）：

兩湖兩廣兩河山（湖南、湖北、廣東、廣西、河南、河北、山東、山西）
五江雲貴福吉安（江蘇、浙江、江西、黑龍江、新疆、雲南、貴州、福建、吉林、安徽）
四西二寧青甘陝（四川、西藏、寧夏、遼寧、青海、甘肅、陝西）

還有内台北上天（內蒙古、台灣、北京、上海、天津）

### 南北分界
中国的北方南方分界线（中国南北地理分界）为秦岭-淮河线，秦岭淮河以北的地方，在中国区域地理上称为北方，以南的地方称为南方。北方大致包括地域上的东北地区、华北地区和西北地区（“三北”）。南方大致包括地域上的西南地区、中南地区、华东地区。

### 东西分界
中国的东部西部分界线为黑河-腾冲线，黑河腾冲之间连线以东的地方，在中国区域地理上称为东部，以西的地方称为西部。东部大致包括地域上的东北地区、华北地区、中南地区和华东地区。西部大致包括地域上的西北地区和西南地区。东部的人口要远远超过西部，经济也要比西部发达很多。

### 四大地理区域
根据各地地理位置、自然和人文地理特点的不同，中国可以划分为四大地理区域，即南方地区、北方地区、西北地区、青藏地区 。
北方地区
北方地区是指秦岭－淮河一线以北，大兴安岭-阴山-贺兰山-乌鞘岭以东的地区，东临渤海和黄海，是中国季风区的北部地区，位于1月份0°C等温线和800mm等降水量线以北。包括东北三省、黄河中下游五省二市的全部或大部分，以及甘肃东南部，内蒙古、江苏、安徽北部。面积约占全国的20%，人口约占全国的40%，其中汉族占绝大多数，少数民族中人口较多的，有居住在东北的满族、中國朝鮮族等。
区内的东北平原、华北平原、關中平原，均为中国重要的农业产区。本区400至800毫米的年降水量决定了区内农业以旱作为主。因气候关系，长城以北的主要农作物有：春小麦、玉米、高粱、大豆、马铃薯、甜菜；而长城以南则可以种植冬小麦、玉米、棉花、荞麦、甘薯、谷子等农作物。另外，区内东北的大兴安岭、小兴安岭和长白山，被认为是中国森林资源的“宝库”。
南方地区
南方地区是指中国东部季风区的南部，位于1月份0°C等温线和800mm等降水量线以南。主要是秦岭－淮河一线以南的地区，青藏高原以东，东与南面临东海和南海，大陆海岸线长度约占全国的2/3以上。本区的范围包括长江中下游六省一市，南部沿海和西南四省、市大部分地区。本区面积约占全国的25%，人口约占全国的55%，其中汉族占大多数。区内的少数民族有30多个，其人数5000多万，主要分布在桂、滇、黔、蜀、湘、琼等省，人数较多的为壮族、苗族、彝族、土家族、布依族、侗族、白族、哈尼族、傣族、黎族等。区内的云南省还是中国少数民族最多的省份。
本区地势西高东低，地形为平原、盆地与高原、丘陵交错。本区热量充足，降水丰沛，具有良好的农业生产条件。区内的成都平原被称为“天府之国”，长江中下游地区则有“鱼米之乡”的美称。
蒙新地区
蒙新地区通常简称“西北”或“大西北”。大致位于大兴安岭以西，长城—祁连山脉—阿尔金山脉—昆仑山脉一线以北，包括陕西、内蒙古自治区、新疆维吾尔自治区、宁夏回族自治区和甘肃省的西北部。这一地区国境线漫长，与俄罗斯、蒙古、哈萨克斯坦等国相邻。本区面积广大，约占全国面积的30%，但人口只占全国的约4%，是地广人稀的地区。汉族约占全区人口的2/3，少数民族人口约占总人口的1/3，主要有蒙古族、回族、维吾尔族、哈萨克族等。
西北地区属于非季风区，深居内陆，400mm等降水量线以西。干旱是本区自然环境的主要特征。本区河流稀少，且大多数为内流河；受干旱气候影响，区内城市多分布于河流沿岸和绿洲上。本区是中国的主要牧区，其所出产的畜产品在国内占据突出地位。内蒙古大草原、河西走廊、天山牧场乃重要畜牧基地。本区矿产资源甚为丰富。

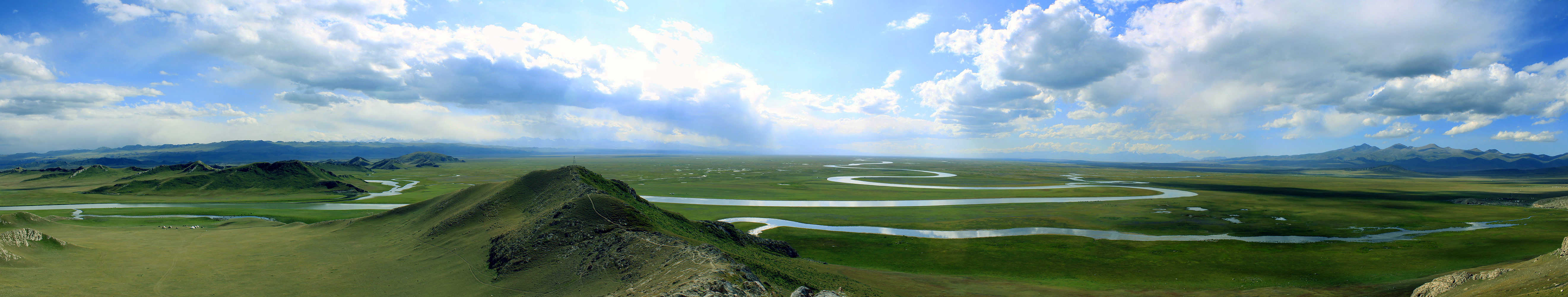
新疆巴音郭楞蒙古自治州和静县的巴彦布拉克草原。

青藏地区
青藏地区位于中国西南部，横断山脉以西，喜马拉雅山以北，昆仑山和阿尔金山、祁连山以南，包括青海、西藏和四川西部。是一个独特的地理单元，海拔高，气候寒冷。面积约占全国的25%，但人口仅占全国的1%。本区的主体是有“世界屋脊”之称的青藏高原。区内的西藏自治区同缅甸、印度、不丹、尼泊尔等国相邻。本区是亚洲很多大江大河的源头，如长江、黄河和澜沧江（湄公河）等。本区拥有大量珍稀动物，如熟知的藏羚羊等。本区是中国藏族聚居的地区，除青海省东北部汉族人较多外，大部分地区人口以藏族为主。藏族人民多信仰藏传佛教。
本区的农作物有：青稞、豌豆、油菜、小麦等。本区还是中国一重要牧区，主要的牲畜有牦牛、藏绵羊、藏山羊等。

## 地形地貌
中国地形比较复杂。地势西高东低，成三级阶梯：
第一级阶梯

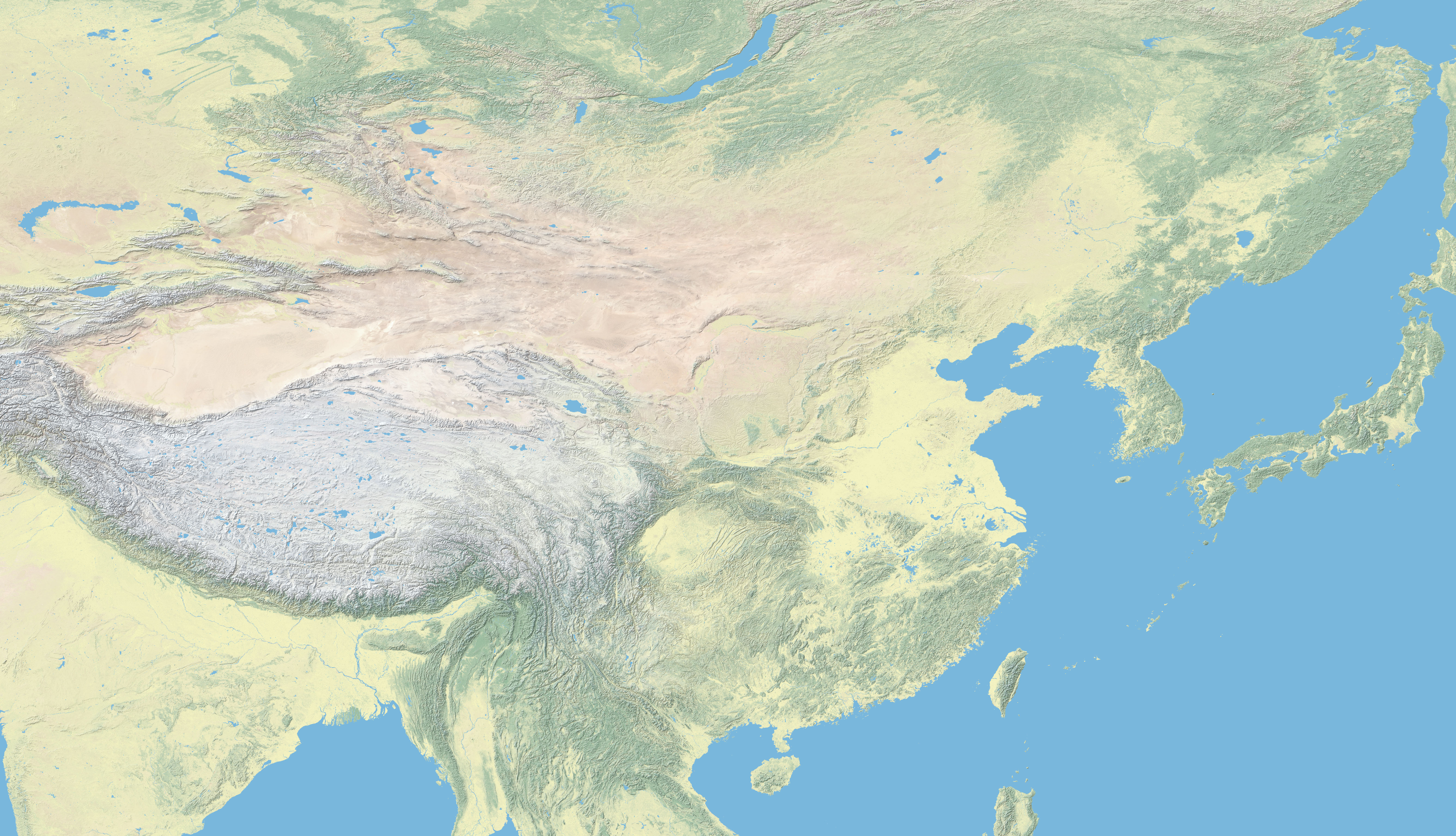
中国地形图

西南部是“世界屋脊”，全球平均海拔最高的高原青藏高原，地势最高（平均海拔4000米以上）；
第二级阶梯
以昆仑山脉、祁连山脉、横断山脉为界，向东向北下降为一系列高原和盆地（平均海拔1000至2000米之间）；
第三级阶梯
以大兴安岭、太行山脉、巫山、雪峰山为界，在大兴安岭、太行山、巫山、武陵山、雪峰山一线以东多为平原（平均海拔500米以下）。
中国山区广阔，山地、高原和丘陵约占全国土地总面积的三分之二。长江为中国第一大河，其他主要河流有黄河、珠江、黑龙江、淮河等。各类地形面积比重为山地占33％，高原占26％，盆地占19％，平原占12％，丘陵占10％。

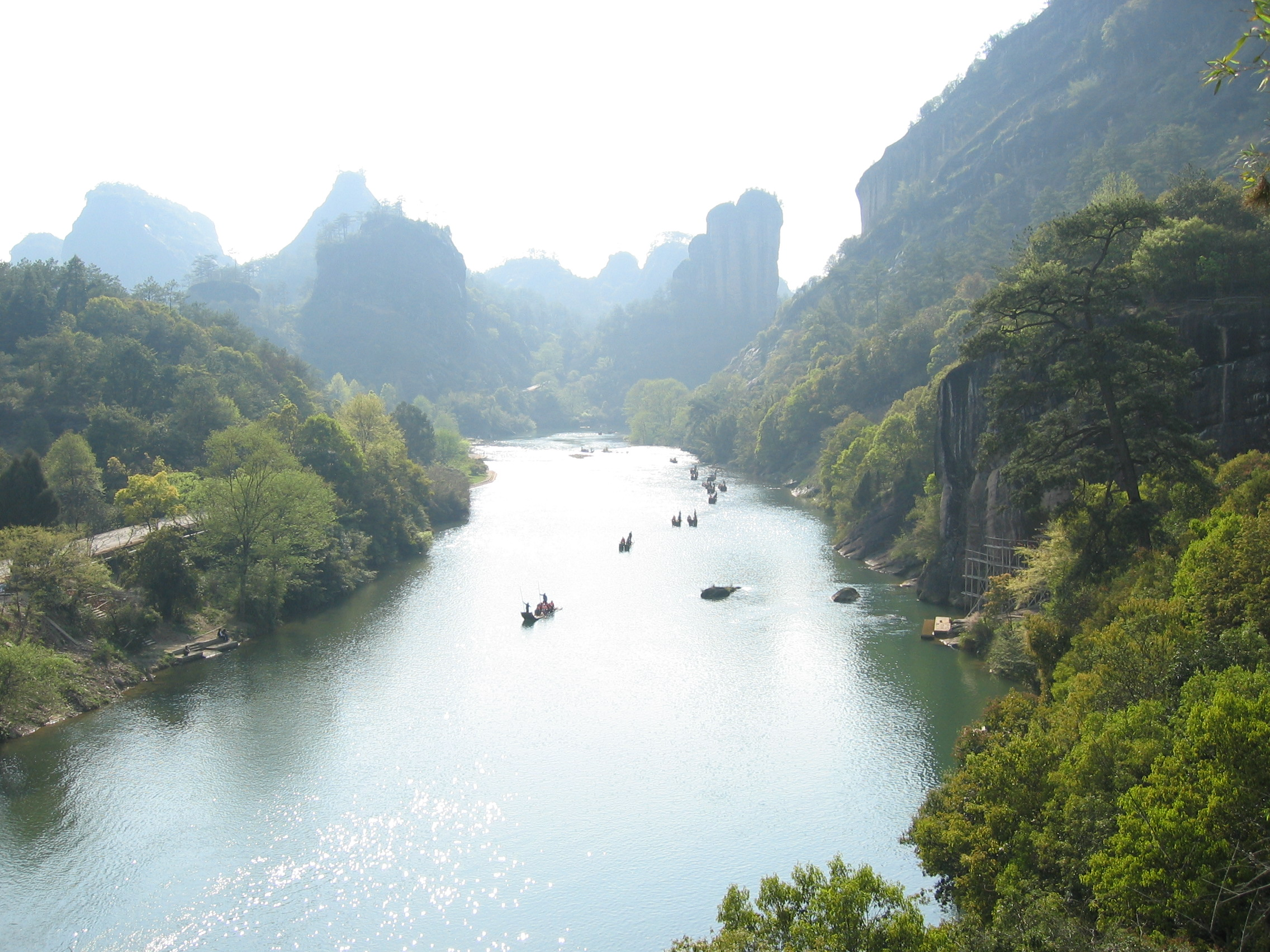
属于东南丘陵地区的武夷山

中国陆地海拔最低的地方是吐鲁番盆地的艾丁湖，海拔为-154米；最高的地方是位于和尼泊尔交界处的珠穆朗玛峰，海拔8848.86米，也是世界上最高的山峰。

### 地形对气候、河流的影响
地形对中国气候的影响
海拔越高，空气越稀薄，气温越低。例如，青藏高原的纬度与长江中下游平原大致相当，但是海拔却高出4000米以上，云量少，空气稀薄，而太阳的削弱作用弱，大气逆辐射也较弱，因此，青藏高原的气温比长江中下游平原的气温低得多。中国大陆东部的许多山地的降水量比平原的多，因为山地的一侧多迎夏季风的来向，形成丰富的地形雨；反之，背风坡一侧则降水少。中国大陆的许多高大的山脉两侧的气候是截然不同的。如秦岭东西横亘在陕西南部，冬季阻挡了南下的冷气流，而夏季阻挡了北上的暖湿气流，这使其南面的汉中盆地与背面的渭河平原在气温、降水等多方面有很大的差异。因而秦岭是中国气候的重要分界线。
地形对河流的影响
中国的地势西高东低，使许多大河东流入海；许多山脉成为河流的分水岭，影响到河流的流域范围。河流在地势阶梯的过渡地带中，形成了巨大落差。峡谷，急流的形成也与中国大陆的地形有密切关系，河流水能资源的蕴藏量常与降水，與地形有关。对植被的影响一方面反映在山脉的阳坡和阴坡植被的差异上，另一方面则反映在植被随海拔增高而发生的有规律的垂直变化上。

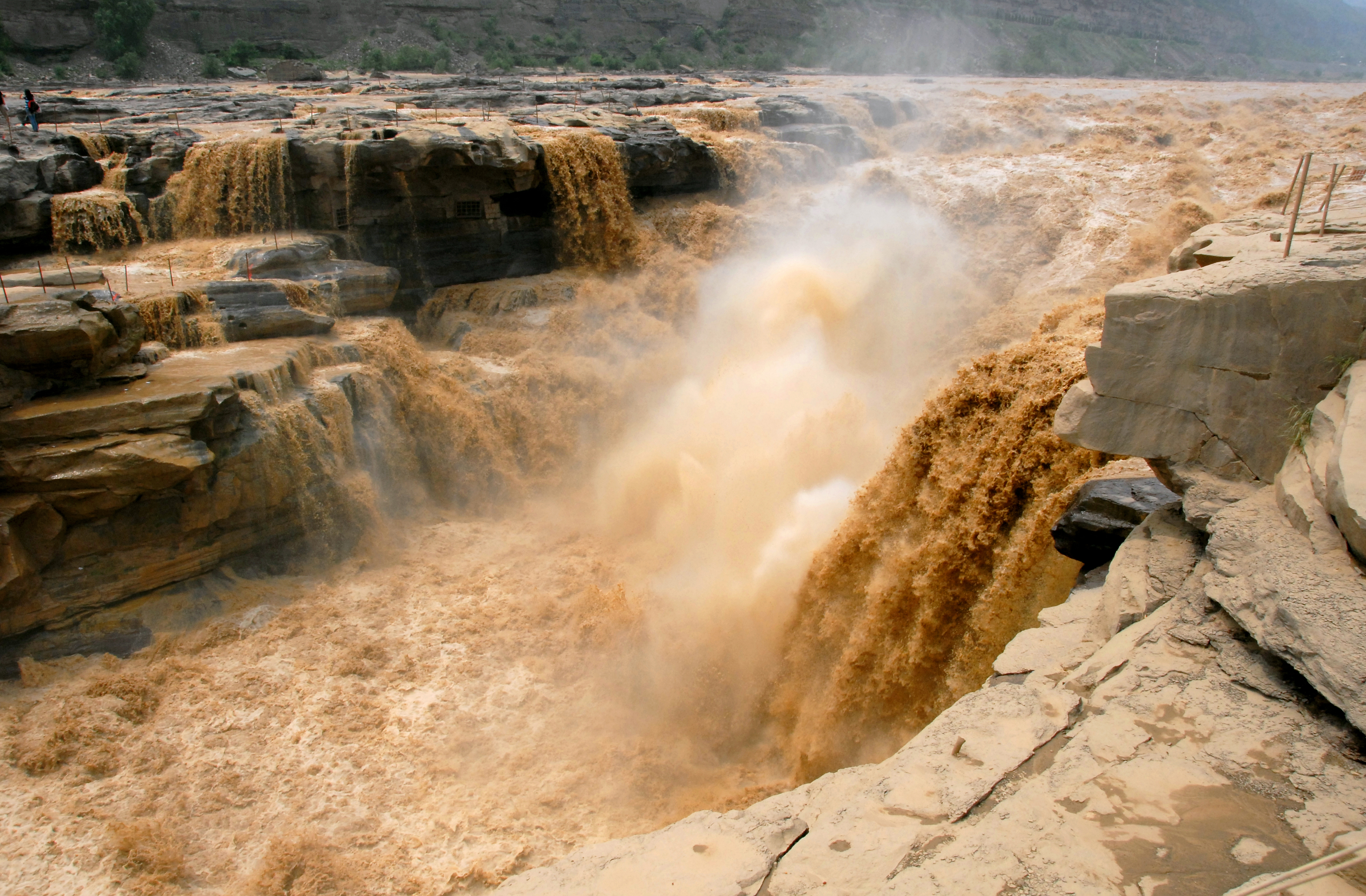
位于黄河中游河段的壶口瀑布

### 陆地地形
山脉
中國主要的山脉有天山—阴山山脉（东西走向）、昆仑山—秦岭山脉（东西走向）、喜马拉雅山脉（东西走向）、南岭山脉（东西走向）、大兴安岭—太行山—巫山—雪峰山脉（东北—西南走向）、长白山—武夷山脉（东北—西南走向）、祁连山脉（西北—东南走向）、阿尔泰山脉（西北—东南走向）、燕山（东西走向）、大巴山脉（东西走向）、大别山（东西走向）、横断山脉（南北走向）、祁连山脉（东西走向）、冈底斯山脉（弧形山脉）、阿尔金山脉（东西走向）和巴颜喀拉山脉（东西走向）。
高原
中國主要的高原有青藏高原、内蒙古高原、云贵高原、黄土高原、帕米爾高原。
盆地
中國主要的盆地有塔里木盆地、准噶尔盆地、柴达木盆地、四川盆地、吐鲁番窪地。
丘陵
中國的主要丘陵有兩廣丘陵、山东丘陵、浙閩丘陵。
平原
中國主要的平原有东北平原、华北平原、长江中下游平原、川西平原（成都平原）、珠江三角洲平原、河套平原等。
沙漠

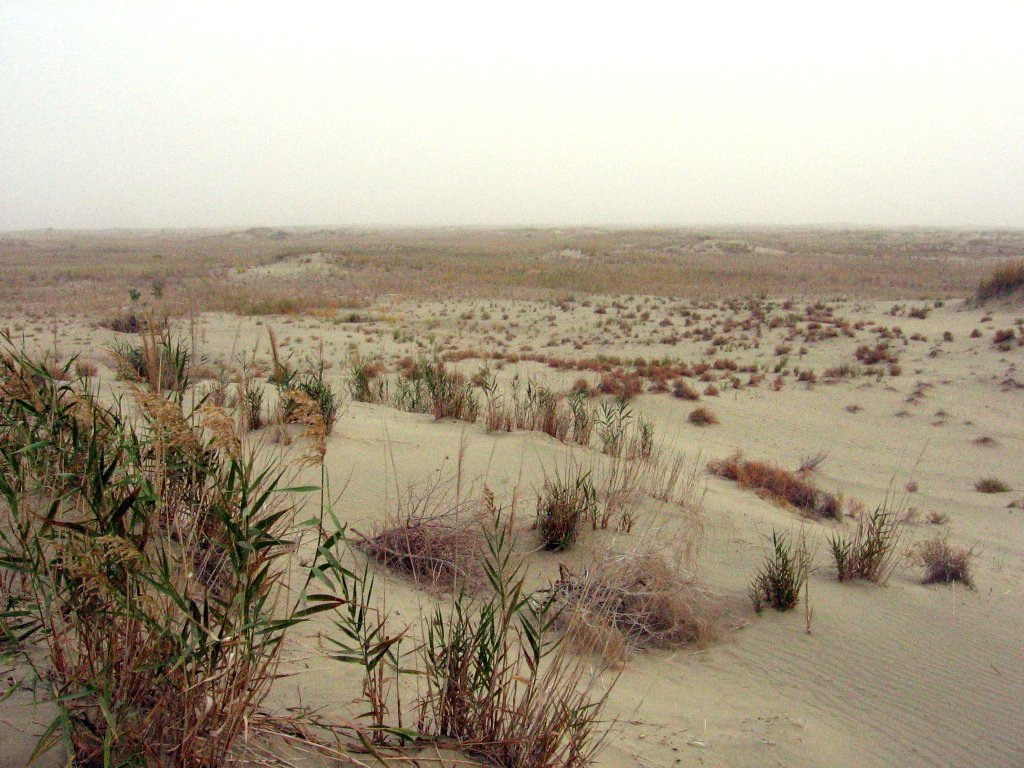
塔克拉玛干沙漠

中國主要的沙漠有塔克拉玛干沙漠、古尔班通古特沙漠、巴丹吉林沙漠、腾格里沙漠、乌兰布和沙漠、毛乌素沙漠、
岛屿
中國主要的海洋島嶼有海南岛、崇明岛、长山群岛、庙岛列岛、舟山群岛、平潭岛、万山群岛、香港岛、大屿山、涠洲岛、西沙群岛、中沙群岛、东沙群岛及南沙群岛等。河流島嶼則有珍宝岛、黑瞎子岛、青海湖鸟岛、太湖列岛、千岛湖列岛、湘江橘子洲及长江各江洲（崇明岛也可列作江洲）等。
半岛
中國三大半島為辽东半岛、山東半島、雷州半岛。

## 水文

### 海洋水文
中国的海洋有渤海、黄海、东海和南海，面向太平洋的海域有時被稱作菲律宾海。
中国的海湾有辽东湾、渤海湾、莱州湾、胶州湾、杭州湾、北部湾。
中国有介于辽东半岛与山东半岛的渤海海峡，雷州半岛与海南岛（别称琼州）的琼州海峡，香港新界与香港岛、大屿山以及其它小岛屿之间的各个海峡(统称为香港海峡)，福建省与台湾的台湾海峡。

### 陸地水文与淡水资源
中国河流湖泊众多，河湖地区分布不均，内外流区域兼备。中国外流区域与内流区域的界线大致是：北段大体沿着大兴安岭—阴山—贺兰山—祁连山（东部）一线，南段比较接近于200毫米的年等降水量线（巴颜喀拉山—冈底斯山），这条线的东南部是外流区域，约占全国总面积的2/3，河流水量占全国河流总水量的95%以上，内流区域约占全国总面积的1/3，但是河流总水量还不到全国河流总水量的5%。
中国除天然河流外，还有许多人工开凿的运河，其中有世界上开凿最早、最长的京杭运河。京杭运河北起北京、南到杭州，纵贯京津两市和冀、鲁、苏、浙4省，沟通海河、黄河、淮河、长江、钱塘江五大水系，全长1801公里。开凿至今已有2000多年的历史，对沟通中国南北交通曾起过重大的作用，过去由于缺乏保养，很多河段已经断航。中华人民共和国成立后，整治了运河，目前江苏、浙江两省境内的河段（山东省济宁市以北断航），仍是重要的水上运输线。同时，运河还发挥灌溉、防洪、排涝等作用。在“南水北调”东线工程中，它被用作长江水源北上的输水渠道。
中国湖泊众多，共有湖泊24800多个，其中面积在1平方公里以上的天然湖泊有2800多个。湖泊在地区分布上很不均匀。东部季风区，特别是长江中下游地区，分布着中国最大的淡水湖群；西部以青藏高原湖泊较为集中，多为内陆咸水湖。
中国的湖泊按成因有河迹湖（如湖北境内长江沿岸的湖泊）、海迹湖（即睸湖，如西湖）、溶蚀湖（如云贵高原区石灰岩溶蚀所形成的湖泊）、冰蚀湖（如青藏高原区的一些湖泊）、构造湖（如青海湖、鄱阳湖、洞庭湖、滇池等）、火口湖（如长白山天池）、堰塞湖（如镜泊湖）等。

#### 江河/河流
中国内陆地区按照水系，主要有珠江、长江、黄河、淮河、辽河、海河和松花江七大水系；另外有内流河塔里木河和主要人工运河京杭运河和 灵渠。
| 河流名称   | 长度 （公里） | 流域面积 （平方公里） | 流量 （米3/秒） |
| 外流河     | 外流河        | 外流河                | 外流河          |
| 太平洋水系 | 太平洋水系    | 太平洋水系            | 太平洋水系      |
| ---------- | ------------- | --------------------- | --------------- |
| 黑龙江     | 3420          | 1620170               | 8600            |
| 松花江     | 1927          | 545000                | 2530            |
| 嫩江       | 1089          | 283000                | 824             |
| 乌苏里江   | 890           | 187000                | 2000            |
| 绥芬河     | 254           | 10004                 | 60              |
| 图们江     | 520           | 33168                 | 268             |
| 鸭绿江     | 795           | 63788                 | 1005            |
| 辽河       | 1430          | 164104                | 302             |
| 滦河       | 877           | 44945                 | 149             |
| 海河       | 1090          | 264617                | 717             |
| 黄河       | 5500          | 752443                | 1820            |
| 洮河       | 669           | 31400                 | 172             |
| 大黑河     | 274           | 13679                 | 5.7             |
| 汾河       | 695           | 39400                 | 53              |
| 渭河       | 818           | 107340                | 292             |
| 沂河       | 322           | 11555                 | 122             |
| 淮河       | 1000          | 185700                | 1110            |
| 长江       | 6300          | 1807199               | 31060           |
| 雅砻江     | 1500          | 129930                | 1800            |
| 大渡河     | 1070          | 90700                 | 2033            |
| 岷江       | 735           | 135788                | 2752            |
| 嘉陵江     | 1119          | 159710                | 2165            |
| 乌江       | 1018          | 86815                 | 1650            |
| 澧水       | 372           | 18872                 | 553             |
| 沅江       | 1060          | 88815                 | 2158            |
| 资水       | 590           | 28899                 | 797             |
| 湘江       | 817           | 96738                 | 2288            |
| 汉水       | 1532          | 150710                | 1792            |
| 赣江       | 744           | 82068                 | 2054            |
| 钱塘江     | 494           | 54349                 | 1484            |
| 瓯江       | 338           | 17543                 | 615             |
| 闽江       | 577           | 60992                 | 1980            |
| 九龙江     | 258           | 14741                 | 446             |
| 韩江       | 325           | 34314                 | 942             |
| 珠江       | 2210          | 452616                | 11070           |
| 柳江       | 730           | 54205                 | 1521            |
| 郁江       | 1162          | 90720                 | 1700            |
| 桂江       | 437           | 19025                 | 569             |
| 北江       | 468           | 38362                 | 1260            |
| 东江       | 523           | 25325                 | 700             |
| 鉴江       | 211           | 9433                  | 270             |
| 南渡河     | 340           | 6841                  | 180             |
| 元江       | 640           | 39840                 | 634             |
| 澜沧江     | 2153          | 161430                | 2354            |
| 印度洋水系 |               |                       |                 |
| 怒江       | 2013          | 124830                | 2000            |
| 雅鲁藏布江 | 2057          | 240480                | 4425            |
| 北冰洋水系 |               |                       |                 |
| 额尔齐斯河 | 546           | 50860                 | 342             |
| 内流河     |               |                       |                 |
| 乌伦古河   | 715           | 22032                 | 35.6            |
| 伊犁河     | 441           | 65000                 | 410             |
| 玛纳斯河   | 406           | 4056                  | 40.5            |
| 阿克苏河   | 419           | 35871                 | 195             |
| 塔里木河   | 2137          |                       |                 |
| 喀什噶尔河 | 507           | 11500                 | 61.9            |
| 叶尔羌河   | 1037          | 48100                 | 203             |
| 和田河     | 1090          | 28232                 | 142             |
| 车尔臣河   | 527           | 18119                 | 16.4            |
| 格尔木河   | 419           | 15477                 | 23.5            |
| 疏勒河     | 540           | 20197                 | 26.4            |

#### 湖泊
| 湖名     | 所在省区 | 面积 （km²） | 湖面高程 （m） | 备注   |
| -------- | -------- | ------------ | -------------- | ------ |
| 青海湖   | 青海     | 4583         | 3196           | 咸水湖 |
| 鄱阳湖   | 江西     | 3583         | 21             | 淡水湖 |
| 洞庭湖   | 湖南     | 2740         | 33.5           | 淡水湖 |
| 太湖     | 江苏     | 2425         | 3.1            | 淡水湖 |
| 呼伦池   | 内蒙古   | 2315         | 545.5          |        |
| 洪泽湖   | 江苏     | 1960         | 12.3           | 淡水湖 |
| 纳木错   | 西藏     | 1940         | 4718           | 咸水湖 |
| 色林错   | 西藏     | 1640         | 4530           |        |
| 南四湖   | 山东     | 1266         | 35.5～37.0     |        |
| 博斯腾湖 | 新疆     | 1019         | 1048           |        |

除此之外还有其他湖泊如：淡水湖巢湖、博斯腾湖，干湖罗布泊，时令湖玛尔盖茶卡等。

## 气候

中华人民共和国实控区气候（柯本气候分类法）

中国的气候主要受季风环流的影响，因地势的多变而形成复杂的气候。以400mm等年降水量线、昆仑山、阿尔金山、祁连山、横断山为大致的地理界线，区分西北干旱半干旱气候区、东部季风区和青藏高寒区。

### 东部季风区
理论意义上的季风区大致以大兴安岭、阴山、贺兰山、巴颜喀拉山脉、冈底斯山脉为界，内部地形单元包括东北平原、华北平原（黄淮海平原）、长江中下游平原、黄土高原、四川盆地、云贵高原、山东丘陵和江南丘陵。
因為緯度的不同，又可分為熱帶、副熱帶、溫帶等三個季風氣候區。

### 气温
中国南北方向跨纬度较大，南北气温有一定的差异。冬季，中国南北气温差别很大，0℃等温线大致沿秦岭—淮河一线分布；漠河市（-27.9°C）与三亚市（22.3°C）的1月平均气温相差达50℃。夏季，除青藏高原等地区外，各地7月平均气温大多在20℃以上。
中国冬季温度最低的地方在黑龙江省漠河市北极村，1月平均气温为-27.9℃，极端最低气温-53℃ ；温度最高的地方在海南省三沙市珊瑚岛，1月平均气温为23.9℃。中国夏季温度最高的地方是新疆维吾尔自治区吐鲁番市三堡乡，7月平均气温为33.1℃，极端最高气温52.2℃ 。

### 降水量

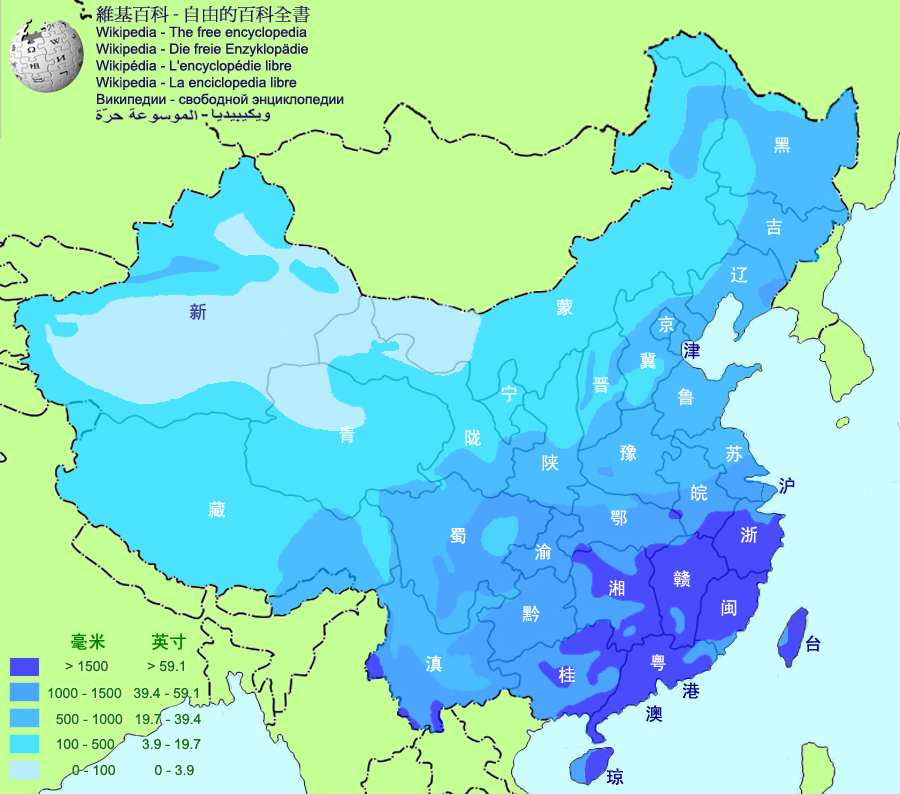
中國年均降水量圖

中国各地降水差别很大，总趋势是从东南沿海向西北内陆递减，东南沿海的年降水量多在1600毫米以上，西北有大片地区年降水量在50毫米以下。800毫米等降水量线基本沿秦岭根据年降水量的多少，中国可以划分为湿润地区、半湿润地区、半干旱地区和干旱地区。
年降水量的最低纪录出现在吐鲁番盆地中的托克逊，年均降水量5.9毫米，年降水天数不足10天，1968年仅为0.5毫米。有关年降水量最高纪录则根据中台两地政府对领土主张要求不同而不同，中國大陆地区一般认为台湾的火烧寮为中国降水量最高地区。。

## 自然资源
中国的自然资源非常丰富，许多自然资源位居世界前列。但是，由于人口众多，中国人均自然资源相对短缺。根据《2004年中国国土资源公报》发布的资料显示（不含港澳），中国耕地122.4443万平方公里，园地11.2878万平方公里，林地23.5047万平方公里，牧草地262.7068万平方公里，其他农用地25.5327万平方公里，居民点及独立工矿用地25.7284万平方公里，交通运输用地2.2332万平方公里，水利设施用地3.5895万平方公里，其余为未利用地。查明资源储量的矿产共158种，其中，能源矿产10种，金属矿产54种，非金属矿产91种，其他水气矿产3种。

### 矿产资源
中国矿产资源丰富，但人均矿产资源占有量不到世界平均水平的1/2。
拥有丰富的煤矿、铁矿、汞、锡矿、钨矿、锑矿、锰矿、钼矿、钒矿、磁铁矿、铝矿、铅矿、锌矿、铀矿、石油、天然气，以及世界上最大量的水能。
石油
中华人民共和国成立后，中国石油产量迅速增长。1949年，中国年产原油12万吨，属“贫油国”之列。1985年，石油年产量突破1亿吨，进入世界主要产油国之列。到2000年，原油产量连年稳定在1.6亿吨。
在1993年以前，石油一度是中国最重要的出口商品，每年为国家创收大量外汇。原油出口量从1970年的190万吨增加到1985年的3000万吨。从1993年起，中国首次成为石油净进口国，当年进口石油900多万吨。2000年，中国进口石油近7000万吨，花费外汇上百亿美元。石油是中国进口量最大的商品之一。

### 土地资源
中国各类土地所占的比例不合理，主要是耕地、林地少，难利用土地多，后备土地资源不足。而且，中国水土流失、乱占耕地、土地荒漠化等问题较为突出。
中国为保护土地资源，制定并颁布了《土地管理法》《草原法》《森林法》等，并把“十分珍惜和合理利用每一寸土地，切实保护耕地”作为一项基本国策。
耕地
中国耕地主要分布在东部季风区的平原及低缓丘陵地区，占全国耕地面积的90%以上，耕地占国土资源的13.5%，耕地面积总量居世界第4位，人均耕地面积不足世界平均水平的一半。人均耕地现在已降到中国历史上的最低值，中国正在用7%的世界耕地养活着22%的世界人口。2007年中国“两会”期间，宣称一定要守住全国耕地不少于18亿亩这条红线。
中国耕地主要集中于东北平原、华北平原、长江中下游平原、珠江三角洲和四川盆地，南方地区的耕地以水田为主，北方地区的则以旱地为主。东北平原大部分是黑色沃土，盛产小麦、玉米、大豆、高粱、亚麻和甜菜；华北平原大多是褐色土壤，土层深厚，农作物有小麦、玉米、棉花等；长江中下游平原地势低平，河流和湖泊分布密集，是水稻和淡水鱼类产区，并且盛产茶叶和桑蚕；四川盆地多为紫色土壤，主产水稻、油菜和甘蔗；珠江三角洲盛产水稻，每年可收获二至三次。
土地使用率：（2001年）
- 耕地面积： 15.4%
- 长期作物：1.25%
- 其他：83.35%

水田：
- 525,800平方千米（1998年）

森林
根据《第七次全国森林资源清查（2004－2008年）》结果，中国森林面积195.4522万平方公里，森林覆盖率为20.36%，中国森林面积居世界第5位，除香港、澳门特别行政区外，全国天然林面积119.6925万平方公里，人工林面积61.6884万平方公里，人工林面积列世界各国首位。
中国天然林主要分布于东北大兴安岭、小兴安岭和长白山地区，这一带主产红松、落叶松、黄花松等针叶林及白桦、柞树、水曲柳、杨树、榆树等阔叶林；其次为西南天然林区，该区主产云杉、冷杉、云南松，还有珍贵的柚木、紫檀、樟、楠、红木等；云南省西双版纳为中国少有的热带阔叶林区，森林植物多达5000余种。
草地
中国的草地主要分布在西部内陆地区。中国可利用草地面积占国土资源的32.6%。
建筑用地和内陆水域
工、矿、交通、城市用地和内陆水域等占国土资源的15.7%。
难利用土地
难利用土地占国土资源的21.6%。

### 水资源

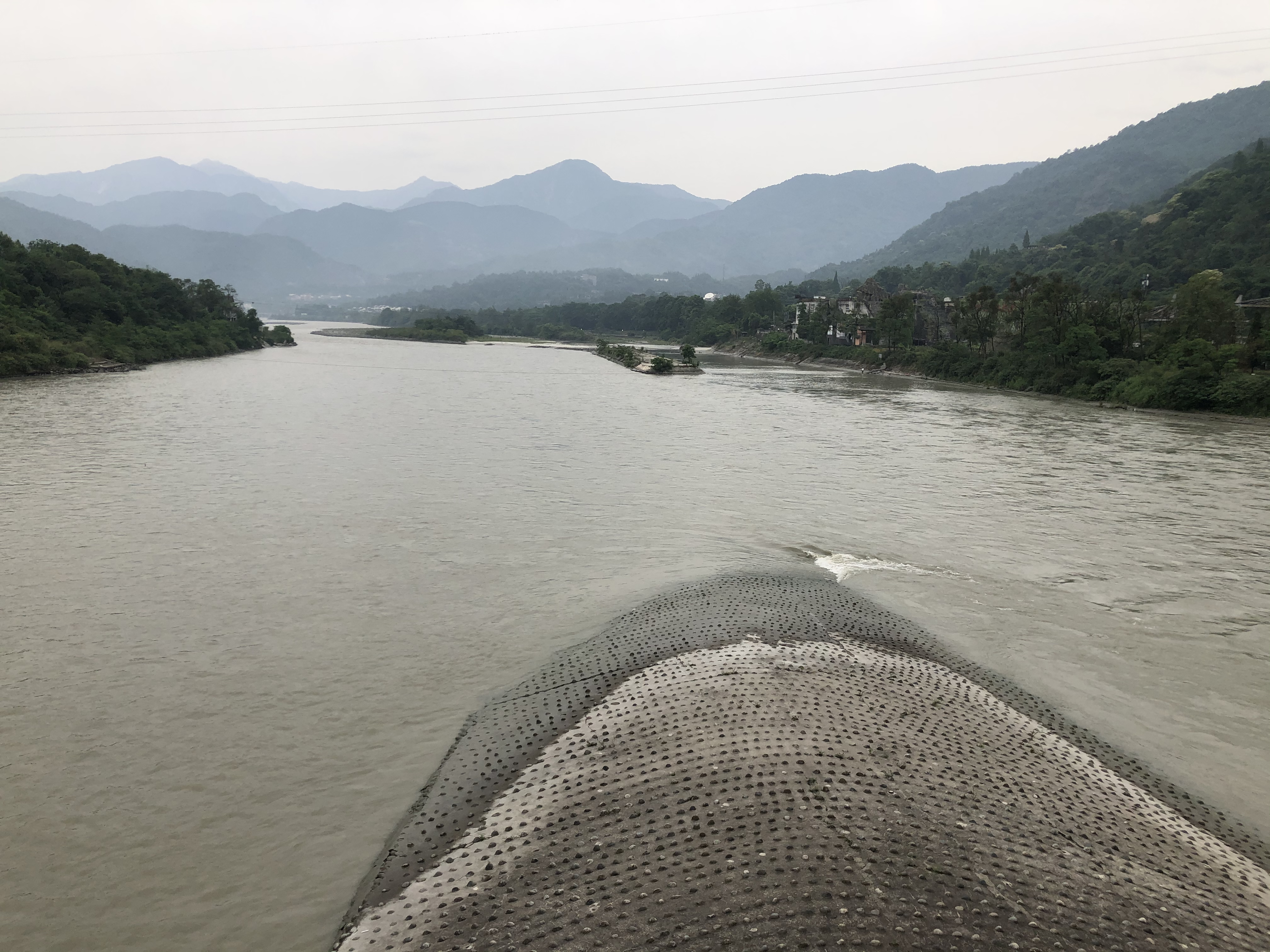
都江堰鱼嘴

总体来说，中国是一个贫水国家。中国水资源总量位居世界第4位，人均水资源仅为世界平均水平的1/4，排名在110位之后。
缺水状况在中国全国范围内普遍存在，且存在不断加剧的趋势。全国约670个城市中，一半以上存在着不同程度的缺水现象，其中严重缺水的有110多个。
受季风气候影响，中国水资源的季节分配和地区分布很不均匀。夏季，中国降水集中，汛期河水暴涨；冬、春季则降水少，河流进入枯水期，北方一些河流甚至干涸。南方水资源占全国的80%以上，北方仅占20%不到。
中国政府为解决水资源时空分布不均衡的问题，兴建水库并实施了多项跨流域调水工程。

## 自然灾害
中国经常发生的自然灾害有气象灾害和地质灾害，其中气象灾害包括旱涝、台风、寒潮，而地质灾害包括海啸、地震、滑坡、泥石流、地面沉降。
对中国影响最大的自然灾害为旱涝，原因为夏季风的不稳定。

## 可持续发展

### 环境保护
来自生产煤造成的酸雨的空气污染（二氧化碳，二氧化硫）；北方严重缺水；未经处理的废物排放造成的水污染；过度的森林开采；估计自1949年以后土壤侵蚀和经济发展使农业用地减少了1-5倍；土地荒漠化；濒危物种的贩卖。

### 加入的环境问题的国际条约
- 生物多样性公约
- 南极条约
- 联合国气候变化框架公约
- 联合国气候变化框架公约京都议定书
- 联合国防治荒漠化公约
- 关于环境保护的南极条约议定书
- 濒危野生动植物物种国际贸易公约
- 控制危险废物越境转移及其处置巴塞尔公约
- 联合国海洋法公约
- 防止倾倒废物及其他物质污染海洋公约
- 保护臭氧层维也纳公约
- 国际防止船舶造成污染公约
- 1983年国际热带木材协定
- 1994年国际热带木材协定
- 关于特别是作为水禽栖息地的国际重要湿地公约
- 国际捕鲸管制公约